# Zygmunt Noskowski (aktor)
Zygmunt Noskowski, ps. Łada (ur. 23 maja 1880 w Konstancji, zm. 5 września 1952 w Poznaniu) – polski aktor i reżyser teatralny, dyrektor teatrów.

## Życiorys
Urodził się w rodzinie Zygmunta, kompozytora i pedagoga, i Stanisławy z domu Segedy. Jego brat Tadeusz, był malarzem. Kształcił się w  Klasie Dykcji i Deklamacji Warszawskiego Towarzystwa Muzycznego oraz u Stanisława Knake-Zawadzkiego w Krakowie. Debiutował w 1899 roku w Poznaniu, gdzie grał do 1900 roku. Następnie występował w Warszawie (1900, teatr Wodewil) oraz Łodzi (1901–1905). W latach 1906–1910 był członkiem zespołu Teatru Małego w Warszawie, gdzie od 1908 roku również reżyserował. Następnie występował w Wilnie (1910–1911) i ponownie w stołecznym Teatrze Małym (1911), a w kolejnych latach pracował jako aktor i reżyser w Krakowie: w Teatrze im. Juliusza Słowackiego (1912–1919) oraz Teatrze „Bagatela” (1919–1920).
W następnym okresie pracował w Łodzi jako aktor (1920–1921) oraz dyrektor (1921–1922) Teatru Miejskiego oraz grał i reżyserował w Teatrze Rozmaitości w Warszawie (1922–1923), Teatrze „Bagatela” (1923–1924), Teatrze Polskim w Poznaniu (1924–1925) oraz Teatrze Letnim w Warszawie (1925–1926). W 1926 zamieszkał na stałe w Poznaniu, gdzie w Teatrze Polskim pracował aż do śmierci jako aktor i reżyser (za wyjątkiem lat II wojny światowej).
W 1938 za działalność artystyczną został odznaczony Krzyżem Zasługi.
Z żoną Eugenią (1885–1979) miał córkę, Eugenię Zielewicz (1907–1975). Jego prawnukiem jest aktor Witold Szulc.
Zmarł w Poznaniu, pochowany na cmentarzu Junikowo (pole 9 kwatera 6-G-9).